# Daniel Monnat
Pour les articles homonymes, voir Monnat.
Daniel Monnat est un journaliste et écrivain suisse né en 1951 à Berne. Il a été principalement actif dans l'audiovisuel public suisse et la majorité de sa carrière a été consacrée au reportage télévisuel. Il est également l'auteur d'un roman historique.

## Biographie
Né en 1951 à Berne de parents francophones, Daniel Monnat, achève des études universitaires à Neuchâtel et obtient une licence en histoire et littérature française. Engagé comme journaliste par la Radio suisse romande en 1976 il poursuit sa carrière à la Télévision suisse romande (1983) où il crée et/ou anime diverses émissions économiques et politiques (eCHo Magazine, Table ouverte, Face à la presse, Temps présent, Zone d'ombre, etc). Chef de la rubrique nationale du Téléjournal de 1991à 1994, il rejoint ensuite la rédaction du magazine phare de la TSR, Temps présent. Il y réalise plusieurs reportages longs formats, souvent avec la collaboration de réalisateurs.
Lors de la crise des fonds juifs en déshérence qui marque profondément la Suisse attaquée pour son rôle pendant la deuxième guerre mondiale, Daniel Monnat réalise six enquêtes sur ce thème pour Temps présent. L'un d'entre eux, L'Honneur perdu de la Suisse, provoque une vive controverse dans le pays et fait l'objet d'une plainte ,. S'ensuivra un long combat judiciaire pour faire reconnaitre la bonne foi et la qualité du travail du journaliste, combat qu'il remporte en 2006 par un arrêt de la Cour européenne des droits de l'homme,,,.
En 1999 Daniel Monnat est nommé coproducteur de Temps présent (avec Gilles Pache, ensuite Steven Artels).
Dès 2005 il dirige la rédaction des magazines de la TSR devenue entretemps RTS,.
Il a pris sa retraite en 2013 et se consacre désormais à l'écriture de romans. Son premier roman historique, La Faute, est paru en février 2020 aux éditions Slatkine.

## Reportages
Principaux reportages par ordre chronologique :
- 1996 : À la recherche du Roestigraben[20], Temps présent[7] RTS (avec Jean-François Amiguet)
- 1996 : La Chute de la maison radicale[21], Temps présent[7] RTS (avec Pierre Demont)
- 1996 : Chômeur suisse en exil[22], Temps présent[7]RTS (avec Christian Karcher)
- 1999 : Le Peuple de Blocher[23],[24],[25],[26], Temps présent[7]RTS

Sur la crise des fonds juifs en déshérence :
- 1997 : L'Honneur perdu de la Suisse[9], Temps présent[7] RTS
- 1997 : Un fonds humanitaire à qui va l'argent[27], Temps présent[7] RTS
- 1997 : Christophe Meili traître et héro[28], Temps présent[7] RTS (Avec Anne Urech)
- 1998 : À quoi sert la commission Bergier ?[29], Temps présent[7] RTS (avec Anne Urech)
- 1998 : Tableaux d'un pillage[30], Temps présent[7] RTS (avec Bettina Hoffmann)
- 1999 : Fonds juifs : 3 ans dans la tempête[31], Temps présent[7] RTS (avec Lorenzo Gabriele)[32]

## Vie privée
Daniel Monnat est marié et père de deux enfants. Il vit à Lausanne.